# Ochrophyta
Ochrophyta este un grup de heterokonte în majoritate fotosintetice. Se împarte în două subîncrengături: Phaeista, care cuprinde Hypogyristea și Chrysista, și Khakista, care cuprinde diatomeele și genul Bolidomonas.